# Pomniki przyrody w powiecie pruszkowskim
W granicach powiatu pruszkowskiego rośnie 148 pojedynczych drzew będących pomnikami przyrody oraz 10 zabytkowych alei drzew w wieku 70-140 lat głównie obsadzonych lipą drobnolistną. Poniższe zbiorcze zestawienie przedstawia liczbę pomników przyrody w poszczególnych gminach:
- gmina Brwinów – 54 pomniki przyrody, w tym 45 drzew, 2 grupy drzew, 5 alei drzew, 1 głaz narzutowy i 1 obiekt innego rodzaju
- gmina Michałowice – 38 pomników przyrody, w tym 36 drzew i 2 aleje drzew
- gmina Nadarzyn – 37 pomników przyrody, w tym 31 drzew, 3 grupy drzew i 3 aleje zabytkowe
- gmina Piastów – 1 zabytkowe drzewo
- gmina Pruszków – 29 zabytkowych drzew
- gmina Raszyn – 6 zabytkowych drzew

W sumie na terenie powiatu pruszkowskiego znajduje się 165 obiektów będących pomnikami przyrody.

## Gatunki wybranych pomników przyrody
Na terenie powiatu pruszkowskiego znajdują się następujące pomniki przyrody:
- brzoza brodawkowata – (Betula pendula Ehrh.)
- buk pospolity – (zwyczajny) (Fagus sylvatica)
- dąb szypułkowy – (Quercus robur)
- lipa drobnolistna – (Tilia Cordata)
- klon srebrzysty – (Acer saccharinum L.)
- miłorząb dwuklapowy (miłorząb dwudzielny, miłorząb japoński, miłorząb chiński) – (Gingko biloba L.)
- modrzew europejski – (Larix decidua)
- sosna wejmutka – (Pinus strobus L.)
- sosna czarna – (Pinus nigra Arn.)
- sosna zwyczajna – (Pinus sylvestris L.)
- topola berlińska – (Populus berolinensis)
- topola biała (białodrzew) – (Populus alba)
- wiąz pospolity (wiąz polny) – (Ulmus minor, U. campestris L.)
- wiąz szypułkowy (limak) – (Ulmus laevis Pall.)
- wierzba (?)

## Wybrane pomniki przyrody według gmin i miejscowości

### Gmina Brwinów
- aleja lipowo-grabowa

gatunki: lipa drobnolistna (124 szt.), grab pospolity
wiek: 80–150 lat
obwód: 120–320 cm
wysokość: 20–28 m
bliższa lokalizacja: początek alei w odległości 80 m w kierunku płn–zach od siedziby Leśnictwa Podkowa Leśna (Dębak), lipy drobnolistne wzdłuż drogi leśnej, aleja kończy się przed dębem pomnikiem przyrody
- dąb szypułkowy

lokalizacja: przy alei lipowo-grabowej

#### Biskupice
- topola biała

wiek: 150 lat
obwód: 450 cm
wysokość: 25 m
bliższa lokalizacja: w resztce parku podworskiego, w odległości 60 m od zabudowań zakładu
- dąb szypułkowy

obwód: 320 cm
wysokość: 22 m
bliższa lokalizacja: na polu ornym, w odległości 35 m od drogi Brwinów–Błonie po jej stronie południowej

#### Brwinów
- dąb szypułkowy

wiek: 120 lat
obwód: 280 cm
wysokość: 16 m
adres: ul. Batorego 6
bliższa lokalizacja: w ogrodzie ozdobnym, obok zabudowań mieszkalnych
- sosna wejmutka

wiek: 100 lat
obwód: 240 cm
wysokość: 18 m
adres: ul. Batorego 15
bliższa lokalizacja: przed domem mieszkalnym, w ogrodzie ozdobnym
- modrzew europejski; sosna czarna

obwód: 230; 210 cm
wysokość: 20; 18 m
adres: ul. Batorego 17
bliższa lokalizacja: na zadrzewionej działce w pobliżu budynku mieszkalnego
- lipa drobnolistna (2 szt.)

obwód: 260, 200 cm
wysokość: 20, 18 m
adres: ul. Biskupicka 2
bliższa lokalizacja: parafia rzymsko-katolicka w Brwinowie, w ogrodzie plebanii.
- buk pospolity

obwód: 200 cm
wysokość: 18 m
adres: ul. Bolesława Prusa 14
- dąb szypułkowy

wiek: 220 lat
obwód: 300 cm
wysokość: 20 m
adres: ul. Borkowa
bliższa lokalizacja: teren działki
- dąb szypułkowy

wiek: 150 lat
obwód: 315 cm
wysokość: 20 m
adres: ul. Dworska 5
bliższa lokalizacja: obok budynku mieszkalnego SGGW-AR
- dąb szypułkowy (2 szt.)

wiek: 80–100 lat
obwód: 255–235 cm
wysokość: 18–16 m
adres: ul. Konopnickiej 5
bliższa lokalizacja: dąb nr 1 w ogrodzie od strony ulicy, dąb nr 2 w głębi ogrodu
- topola biała, wiąz szypułkowy

obwód: 345, 280, 320(?) cm
wysokość: 25, 20 m
adres: ul. Konopnickiej 6
bliższa lokalizacja: topola w ogrodzie, wiąz obok prowizorycznych zabudowań gospodarczych
- topola berlińska

obwód: 455 cm
wysokość: 30 m
adres: ul. Kraszewskiego 4
bliższa lokalizacja: zieleniec, obok bloku mieszkalnego nr 9
- dąb szypułkowy

wiek: 200 lat
obwód: 300 cm
wysokość: 20 m
adres: ul. Kraszewskiego 13
- topola biała

wiek: 100 lat
obwód: 395 cm
wysokość: 25 m
adres: ul. Leśna 26
bliższa lokalizacja: ogród – park przydomowy, obok ogrodzenia, przy ulicy
- miłorząb dwuklapowy

obwód: 211 cm
wysokość: 15 m
adres: Rynek 1
bliższa lokalizacja: ogród przydomowy przy Rynku
- brzoza brodawkowata

wiek: 80 lat
obwód: 255 cm
wysokość: 18 m
adres: ul. Powstańców Warszawy
bliższa lokalizacja: na cmentarzu parafialnym w Brwinowie
- lipa drobnolistna

wiek: 100 lat
obwód: 250 cm
wysokość: 16 m
adres: ul. Prusa 12
bliższa lokalizacja: w części centralnej ogrodu
- dąb szypułkowy

wiek: 200 lat
obwód: 385 cm
wysokość: 22 m
adres: ul. Pszczelińska 2
bliższa lokalizacja: ok. 3 m od ulicy
- buk pospolity (18 szt.) rząd drzew

wiek: lat
obwód: 157–264 cm
wysokość: 15 m
adres: ul. Pszczelińska 99
bliższa lokalizacja: teren Zespołu Szkół Agroekonomicznych w Brwinowie
- dąb szypułkowy (3 szt)

wiek: 70–100 lat
obwód: 280, 270, 220 cm
wysokość: 20, 18, 18 m
adres: ul. Pszczelińska, róg Wilsona
bliższa lokalizacja: na placu otoczonym starodrzewiem lip i dębów
- klon srebrzysty

wiek: 100 lat
obwód: 325 cm
wysokość: 22 m
adres: ul. Stefana Batorego 8
bliższa lokalizacja: w dużym ogrodzie przydomowym
- granit czerwony średnioziarnisty głaz

obwód: 640 cm
wysokość: 1,5 m
bliższa lokalizacja: w nieczynnym wyrobisku po piasku, w odległości ok. 30 m od torów kolejowych linii Milanówek – Brwinów, na zapleczu ul. Czubińskiej
- wiąz szypułkowy, wierzba (?)

wiek: 120–160 lat
obwód: 265, 425 cm
wysokość: 20, 20 m
bliższa lokalizacja: park zabytkowy w Brwinowie

#### Dębak
- lipa drobnolistna

wiek: 150 lat
obwód: 320 cm
wysokość: 26 m
bliższa lokalizacja: w odległości ok. 500 m na zachód od siedziby Leśnictwa Podkowa Leśna (w odległości ok. 70 m na zachód od dębu pomnika przyrody)

#### Gajówka Chojak
- sosna pospolita

obwód: 170 cm
wysokość: 20 m
bliższa lokalizacja: 40 m na południe od drogi leśnej
- dąb szypułkowy

obwód: 642 cm
wysokość: 25 m
bliższa lokalizacja: obok gajówki

#### Helenówek
- topola biała (5 szt.); klon srebrzysty

obwód: 635, 460, 430, 380, 375; 350 cm
wysokość: 36, 32, 34, 30, 30; 32 m
bliższa lokalizacja: w parku zabytkowym

#### Kanie
- lipa drobnolistna

obwód: 365 cm
wysokość: 18 m
bliższa lokalizacja: osada Popówek, przy skrzyżowaniu polnych dróg, na skraju lasu, przy wschodniej bramie szkoły jazdy konnej "Szarża"
bliższa lokalizacja: działki: nr 636-p, 638-p, 639/1-p, 639/2-p, 666/1-p do 666/5-p, w kierunku południowo-wschodnim, od strony kolonii WKD–Otrębusy, na przedłużeniu ul. Sosnowej (ścieżka leśna) ok. 1,3 km

#### Moszna-Wieś
- dąb szypułkowy; wiąz pospolity (3 szt.)

obwód: 380; 280, 270, 230 cm
wysokość: 27; 25 m
bliższa lokalizacja: na polu wiejskim

#### Otrębusy
- lipa drobnolistna (108 szt.) aleja

obwód: 145–313 cm
wysokość: 14–23 m
adres: ul. Lipowa
bliższa lokalizacja: wzdłuż drogi gruntowej – ul. Lipowa, prowadzącej od ul. Czeremchy do ul. Tarniny
- dąb szypułkowy

wiek: 200 lat
obwód: 310 cm
wysokość: 26 m
adres: ul. Przejazdowa 29
bliższa lokalizacja: park zabytkowy obok "Domu Ogrodnika"
- lipa drobnolistna (2 szt.)

obwód: 335, 310 cm
wysokość: 18 m
adres: ul. Sadowa
bliższa lokalizacja: teren działki p. Małkiewicza
- lipa drobnolistna (3 szt.)

obwód: 282, 280, 250 cm
wysokość: 18 m
adres: ul. Sadowa
bliższa lokalizacja: teren działki p. Małkiewicza
- aleja lipowo-kasztanowa

opis: 68 szt. lipy drobnolistnej + 1 kasztanowiec
wiek: 120–180 lat
obwód: 200–430 cm
wysokość: 16–20 m
bliższa lokalizacja: wzdłuż drogi nr 674, pomiędzy działkami nr 673, 675 i 676 a działkami 672/2, 678 i 679, w rejonie siedziby leśnictwa "Dębak"
- lipa drobnolistna (33 szt.) aleja

wiek: 70–120 lat
obwód: 150–300 cm
wysokość: 18–22 m
bliższa lokalizacja: wzdłuż drogi nr 660 od ul. Natolińskiej, do drogi nr 665, biegnącej pomiędzy działkami nr 659 i 661 a działką nr 656
- lipa drobnolistna (39 szt.); dąb szypułkowy (?) aleja

wiek: 100 lat
obwód: 120–280 cm
wysokość: 18–22 m
bliższa lokalizacja: wzdłuż drogi 662, w rejonie willi "Zosin", obok działek nr 659 i 661
- lipa drobnolistna (109 szt,); brzoza brodawkowata aleja

wiek: 120–150 lat
obwód: 120–300 cm
wysokość: 12–22 m
bliższa lokalizacja: wzdłuż drogi gruntowej nr 482, pomiędzy ul. Przejazdową a ul. Podleśną, biegnącą częściowo wzdłuż terenu "Mazowsze"
- aleja lipowa

opis: 47 sztuk lipy drobnolistnej
nazwa: Aleja Zosiańskie
wiek: 70–150 lat
obwód: 150–350 cm
wysokość: 15–25 m
bliższa lokalizacja: wzdłuż drogi polnej biegnącej między działkami 474 i 314/3 314/2 oraz wzdłuż działek 469 i 470 w rejonie ul. Podleśnej

#### Owczarnia
- lipa drobnolistna

wiek: 250–300 lat
obwód: 533 cm
wysokość: 29 m
bliższa lokalizacja: w resztce parku otaczającym willę "Kazimierówkę" w pobliżu stawu
- sosna wejmutka (85 szt.) rząd drzew

obwód: 120 cm
wysokość: 15 m
bliższa lokalizacja: Owczarnia 39 (?), działka p. Sierakowskiego, drzewa tworzą szpaler otaczający działkę rolną

### Gmina Michałowice

#### Nowa Wieś
- dąb szypułkowy

wiek: 300 lat
obwód: 550 cm
wysokość: 27 m
bliższa lokalizacja: obok osady leśnej Chojak

#### Pęcice
- lipa drobnolistna

obwód: 726 na wys. 1,3 m od ziemi

### Gmina Nadarzyn

#### Młochów
- Aleja modrzewiowa

opis: 32 szt. modrzewia europejskiego
obwód: 120-237 cm